# Servizio speciale di comunicazione e informazione
Il Servizio speciale di comunicazione e informazione (in russo Служба специальной связи и информации?, Služba special'noj svjazi i informacii), abbreviato Specsvjazʹ (Спецсвязь), è un'agenzia dei servizi segreti russi che si occupa di raccogliere ed analizzare i segnali elettronici e le comunicazioni dei paesi stranieri (SIGINT) e di proteggere le comunicazioni e i sistemi informatici del Governo della Federazione Russa. È pertanto specializzata in crittografia e crittoanalisi.

## Storia
L'agenzia è stata fondata l'11 marzo 2003 come successore dell'Agenzia federale per le comunicazioni e le informazioni al Governo, che a sua volta era stata creata unendo le competenze della 8ª (comunicazioni governative) e della 16ª (spionaggio elettronico) direzione del KGB dopo la dissoluzione dell'Unione Sovietica.
Inizialmente facente parte del servizio segreto interno FSB, il 7 agosto 2004 è stato incorporato nel FSO.